# Howard Berman

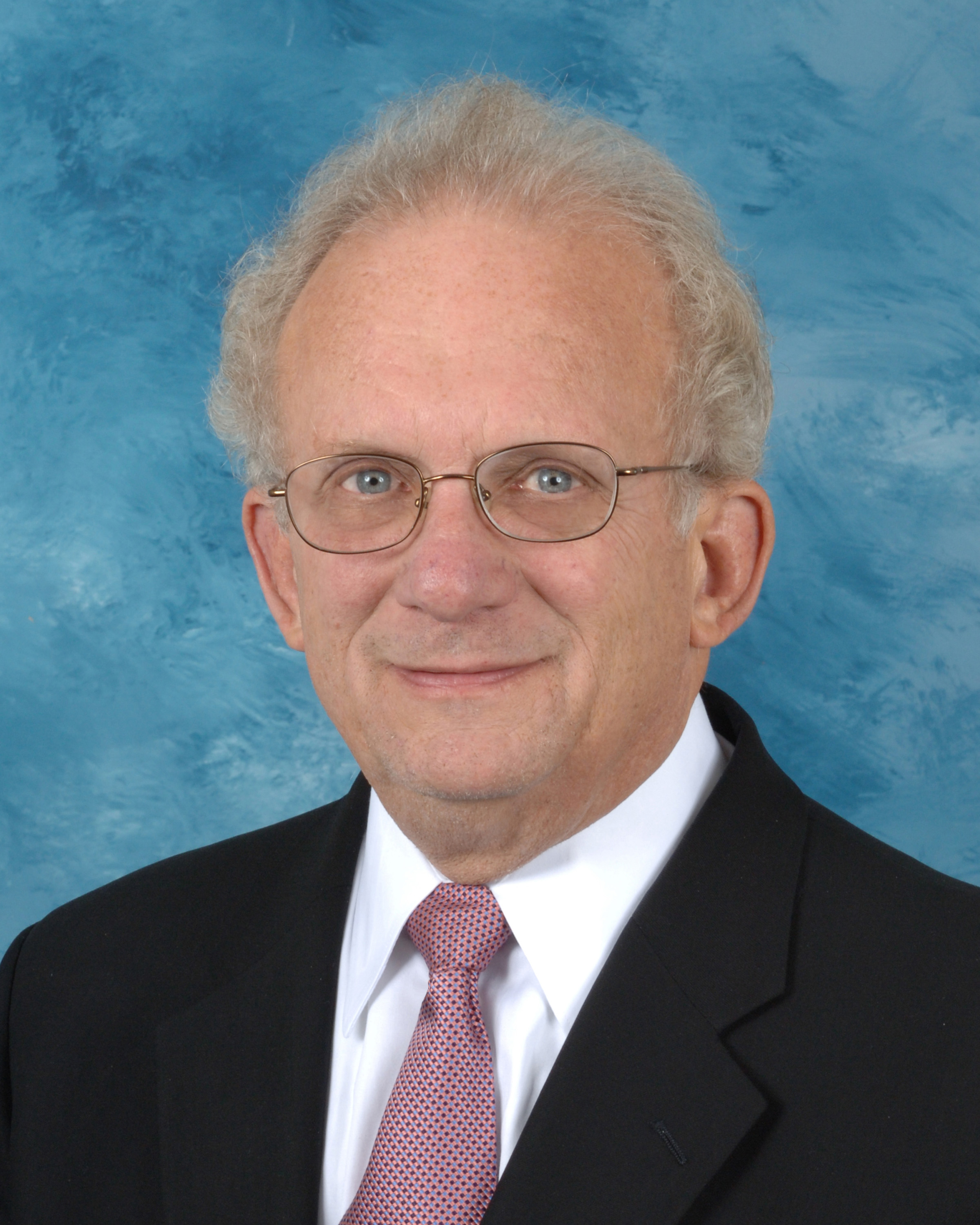
Howard Berman

Howard Lawrence Berman (* 15. April 1941 in Los Angeles) ist ein amerikanischer Politiker der Demokratischen Partei und seit 1983 Mitglied des US-Repräsentantenhauses für Kalifornien.
In der Wahl 2012 unterlag er seinem demokratischen Mitbewerber Brad Sherman.

## Biografie
Nach dem Besuch der Hamilton High School in Los Angeles studierte er von 1959 bis 1962 an der University of California, Los Angeles (UCLA) und beendete dieses Studium mit einem Bachelor of Arts (B.A.). Ein anschließendes Postgraduiertenstudium der Rechtswissenschaften an der Law School der UCLA beendete er 1965 mit einem Bachelor of Laws (LL.B.). Danach war er nach seiner Zulassung als Rechtsanwalt tätig und zwischenzeitlich 1966 bis 1967 Freiwilliger beim Programm Volunteers in Service to America.
Seine politische Laufbahn begann Berman 1973 mit der Wahl zum Mitglied der Staatsversammlung Kaliforniens (California State Assembly), der er nicht nur bis 1982 angehörte, sondern deren Mehrheitsführer (Majority Leader) als Fraktionsvorsitzender der Demokraten er von 1974 bis 1980 war. Darüber hinaus war er 1968, 1976 sowie 1984 Delegierter der Democratic National Convention zur Nominierung des demokratischen US-Präsidentschaftskandidaten.
1982 wurde er dann schließlich in das US-Repräsentantenhaus gewählt und vertritt dort nach 13 anschließenden Wiederwahlen seit dem 3. Januar 1983 den 26. bzw. seit dem 3. Januar 2003 den 28. Kongresswahlbezirk Kaliforniens. Seit 2007 ist Howard Berman Vorsitzender des Auswärtigen Ausschusses (House Committee on Foreign Affairs) und ist zurzeit auch Mitglied des Justizausschusses (House Committee on the Judiciary).